# Campeonato Sub-20 de la OFC 2016
El Campeonato Sub-20 de la OFC 2016 fue la vigésima primera edición de dicho torneo. Tuvo lugar en Port Vila y Luganville, dos ciudades de Vanuatu entre el 3 y el 17 de septiembre. Fue la primera vez que tanto el campeón como el subcampeón clasificaron a la Copa Mundial. En este caso, Nueva Zelanda y Vanuatu clasificaron a Corea del Sur 2017.
Participaron ocho selecciones: Fiyi, las Islas Salomón, Nueva Caledonia, Nueva Zelanda, Papúa Nueva Guinea, Tahití, Vanuatu y las Islas Cook, que superó en la clasificación a Samoa, Samoa Americana y Tonga.

## Equipos participantes
| Fase de ingreso | Equipos                                                                                          | Número de equipos |
| --------------- | ------------------------------------------------------------------------------------------------ | ----------------- |
| Primera ronda   | - Samoa Americana - Islas Cook - Samoa - Tonga                                                   | 4                 |
| Segunda ronda   | - Fiyi - Nueva Caledonia - Nueva Zelanda - Papúa Nueva Guinea - Islas Salomón - Tahití - Vanuatu | 7                 |

## Fase preliminar
Se disputó entre el 21 y el 27 de junio en Nukualofa, Tonga. Islas Cook, como ganador, clasificó al torneo final.
Los horarios corresponden al huso horario de Tonga (UTC+13).
| Pos. | Equipo              | Pts. | PJ | G | E | P | GF | GC | Dif. | Clasificación |
| ---- | ------------------- | ---- | -- | - | - | - | -- | -- | ---- | ------------- |
| 1    | Islas Cook          | 7    | 3  | 2 | 1 | 0 | 7  | 1  | +6   | Primera Fase  |
| 2    | Samoa (E)           | 4    | 3  | 1 | 1 | 1 | 8  | 4  | +4   |               |
| 3    | Tonga (H, E)        | 3    | 3  | 0 | 3 | 0 | 5  | 5  | 0    |               |
| 4    | Samoa Americana (E) | 1    | 3  | 0 | 1 | 2 | 1  | 11 | −10  |               |

 Fuente: OFC
| 21 de junio de 2016, 12:00 | Tonga    | 1:1 (0:0) | Islas Cook  | Loto-Tonga Soka Centre, Nukualofa |                         |
|                            | Po'i 50' | Reporte   | Tiputoa 77' | Árbitro(s): Joel Hopken           | Árbitro(s): Joel Hopken |

| 21 de junio de 2016, 15:00 | Samoa Americana | 0:5 (0:2) | Samoa                                                | Loto-Tonga Soka Centre, Nukualofa |                         |
|                            |                 | Reporte   | Mariner 12' · Malo 20' · Hunt 48' · Tunupopo 65' 75' | Árbitro(s): Nelson Sogo           | Árbitro(s): Nelson Sogo |

| 24 de junio de 2016, 12:00 | Tonga        | 1:1 (1:1) | Samoa Americana | Loto-Tonga Soka Centre, Nukualofa |                          |
|                            | Likiliki 10' | Reporte   | Fiso 5'         | Árbitro(s): Salesh Chand          | Árbitro(s): Salesh Chand |

| 24 de junio de 2016, 15:00 | Samoa | 0:1 (0:0) | Islas Cook  | Loto-Tonga Soka Centre, Nukualofa |                                 |
|                            |       | Reporte   | Tiputoa 85' | Árbitro(s): Campbell Kirk-Waugh   | Árbitro(s): Campbell Kirk-Waugh |

| 27 de junio de 2016, 12:00 | Islas Cook                                   | 5:0 (2:0) | Samoa Americana | Loto-Tonga Soka Centre, Nukualofa |                         |
|                            | Wood 31' · Samuela 37' · Tiputoa 56' 58' 72' | Reporte   |                 | Árbitro(s): Joel Hopken           | Árbitro(s): Joel Hopken |

| 27 de junio de 2016, 15:00 | Samoa                              | 3:3 (0:2) | Tonga                | Loto-Tonga Soka Centre, Nukualofa |                                 |
|                            | Tunupopo 66' 70' · Malo 80' (pen.) | Reporte   | Polovili 10' 40' 73' | Árbitro(s): Campbell Kirk-Waugh   | Árbitro(s): Campbell Kirk-Waugh |

## Primera fase
Los horarios corresponden al huso horario de Vanuatu (UTC+11).

### Grupo A
| Pos. | Equipo                 | Pts. | PJ | G | E | P | GF | GC | Dif. | Clasificación |
| ---- | ---------------------- | ---- | -- | - | - | - | -- | -- | ---- | ------------- |
| 1    | Vanuatu (H)            | 9    | 3  | 3 | 0 | 0 | 5  | 1  | +4   | Fase Final    |
| 2    | Nueva Caledonia        | 4    | 3  | 1 | 1 | 1 | 5  | 3  | +2   | Fase Final    |
| 3    | Fiyi (E)               | 2    | 3  | 0 | 2 | 1 | 2  | 3  | −1   |               |
| 4    | Papúa Nueva Guinea (E) | 1    | 3  | 0 | 1 | 2 | 3  | 8  | −5   |               |

 Fuente: OFC
| 3 de septiembre de 2016, 12:00 | Papúa Nueva Guinea | 1:4 (1:0) | Nueva Caledonia                                                 | Port Vila Stadium, Port Vila |                           |
|                                | Awi 34'            | Reporte   | Watrone 56' · Gope-Fenepej 68' (pen.) · Poma 82' · Houala 90+4' | Árbitro(s): Kader Zitouni    | Árbitro(s): Kader Zitouni |

| 3 de septiembre de 2016, 15:00 | Vanuatu    | 1:0 (0:0) | Fiyi | Port Vila Stadium, Port Vila |                          |
|                                | Tenene 61' | Reporte   |      | Árbitro(s): Nick Waldron     | Árbitro(s): Nick Waldron |

| 6 de septiembre de 2016, 12:00 | Nueva Caledonia  | 1:1 (0:1) | Fiyi         | Port Vila Stadium, Port Vila |                         |
|                                | Gope-Fenepej 68' | Reporte   | Jennings 25' | Árbitro(s): George Time      | Árbitro(s): George Time |

| 6 de septiembre de 2016, 15:00 | Vanuatu                             | 3:1 (0:0) | Papúa Nueva Guinea | Port Vila Stadium, Port Vila    |                                 |
|                                | Wilkins 50' · Kalo 56' · Thomas 81' | Reporte   | Yanum 77'          | Árbitro(s): Campbell-Kirk Waugh | Árbitro(s): Campbell-Kirk Waugh |

| 10 de septiembre de 2016, 12:00 | Fiyi         | 1:1 (0:1) | Papúa Nueva Guinea | Port Vila Stadium, Port Vila |                         |
|                                 | Catarogo 71' | Reporte   | Dabinyaba 35'      | Árbitro(s): Nelson Sogo      | Árbitro(s): Nelson Sogo |

| 10 de septiembre de 2016, 15:00 | Nueva Caledonia | 0:1 (0:1) | Vanuatu              | Port Vila Stadium, Port Vila |                          |
|                                 |                 | Reporte   | Wilkins 45+1' (pen.) | Árbitro(s): Nick Waldron     | Árbitro(s): Nick Waldron |

### Grupo B
| Pos. | Equipo         | Pts. | PJ | G | E | P | GF | GC | Dif. | Clasificación |
| ---- | -------------- | ---- | -- | - | - | - | -- | -- | ---- | ------------- |
| 1    | Nueva Zelanda  | 7    | 3  | 2 | 1 | 0 | 7  | 1  | +6   | Fase Final    |
| 2    | Islas Salomón  | 5    | 3  | 1 | 2 | 0 | 5  | 2  | +3   | Fase Final    |
| 3    | Tahití (E)     | 4    | 3  | 1 | 1 | 1 | 6  | 7  | −1   |               |
| 4    | Islas Cook (E) | 0    | 3  | 0 | 0 | 3 | 1  | 9  | −8   |               |

 Fuente: OFC
| 3 de septiembre de 2016, 12:00 | Nueva Zelanda     | 3:0 (1:0) | Islas Cook | Soccer City Stadium, Luganville |                          |
|                                | Bevan 30' 76' 90' | Reporte   |            | Árbitro(s): Salesh Chand        | Árbitro(s): Salesh Chand |

| 3 de septiembre de 2016, 15:00 | Tahití                 | 2:2 (2:0) | Islas Salomón                  | Soccer City Stadium, Luganville |                         |
|                                | Siejdr 13' · Salem 34' | Reporte   | Witney 50' (pen.) · Raramo 65' | Árbitro(s): Joel Hopken         | Árbitro(s): Joel Hopken |

| 6 de septiembre de 2016, 12:00 | Islas Cook | 0:3 (0:0) | Islas Salomón              | Soccer City Stadium, Luganville |                            |
|                                |            | Reporte   | Waita 54' · Witney 56' 83' | Árbitro(s): Robinson Banga      | Árbitro(s): Robinson Banga |

| 6 de septiembre de 2016, 15:00 | Tahití       | 1:4 (1:1) | Nueva Zelanda                                       | Soccer City Stadium, Luganville |                           |
|                                | Petitgas 27' | Reporte   | Dyer 39' (pen.) · Lewis 61' · Imrie 65' · Bevan 87' | Árbitro(s): Medric Lacour       | Árbitro(s): Medric Lacour |

| 10 de septiembre de 2016, 12:00 | Islas Salomón | 0:0     | Nueva Zelanda | Soccer City Stadium, Luganville |                            |
|                                 |               | Reporte |               | Árbitro(s): Mederic Lacour      | Árbitro(s): Mederic Lacour |

| 10 de septiembre de 2016, 15:00 | Islas Cook         | 1:3 (0:1) | Tahití                    | Soccer City Stadium, Luganville |                         |
|                                 | Tiputoa 83' (pen.) | Reporte   | Salem 45+2' 55' · Tau 87' | Árbitro(s): Joel Hopken         | Árbitro(s): Joel Hopken |

## Segunda fase

### Semifinales
| 13 de septiembre de 2016, 11:00 | Nueva Zelanda          | 3:1 (2:1) | Nueva Caledonia | Port Vila Stadium, Port Vila |                           |
|                                 | Dyer 23' 30' · Cox 71' | Reporte   | Nipie 19'       | Árbitro(s): Kader Zitouni    | Árbitro(s): Kader Zitouni |

| 13 de septiembre de 2016, 14:30 | Vanuatu                    | 2:1 (1:1) | Islas Salomón | Soccer City Stadium, Luganville |                          |
|                                 | Tenene 36' · Massing 90+4' | Reporte   | Gise 21'      | Árbitro(s): Nick Waldron        | Árbitro(s): Nick Waldron |

### Final
| 17 de septiembre de 2016, 14:30 | Nueva Zelanda                                       | 5:0 (2:0) | Vanuatu | Port Vila Stadium, Port Vila |                           |
|                                 | Ashworth 13' · Dyer 34' · Bevan 76' · Imrie 88' 90' | Reporte   |         | Árbitro(s): Kader Zitouni    | Árbitro(s): Kader Zitouni |

## Campeón
| Bandera de Nueva Zelanda         |
| Campeón Nueva Zelanda 6.º título |

## Clasificados a la Copa Mundial Sub-20 de 2017
| Bandera de Nueva Zelanda | Bandera de Vanuatu |
| Nueva Zelanda            | Vanuatu            |
| ------------------------ | ------------------ |

## Estadísticas

### Goleadores
| Jugador          | Selección     | Goles |
| ---------------- | ------------- | ----- |
| Myer Bevan       | Nueva Zelanda | 5     |
| Moses Dyer       | Nueva Zelanda | 4     |
| Albert Witney    | Islas Salomón | 3     |
| Lucas Imrie      | Nueva Zelanda | 3     |
| Heirauarii Salem | Tahití        | 3     |